# Improphantes improbulus
Improphantes improbulus là một loài nhện trong họ Linyphiidae.
Loài này thuộc chi Improphantes. Improphantes improbulus được Eugène Simon miêu tả năm 1929.